# Sutter Buttes

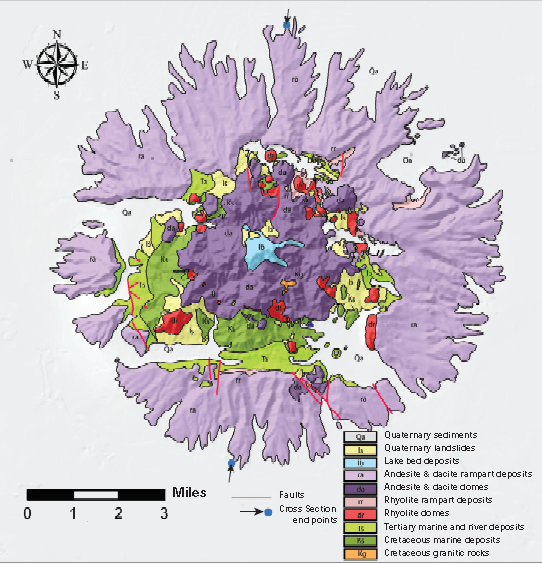
Mapa geológico del campo de gas de Marysville Buttes (Sutter Buttes).

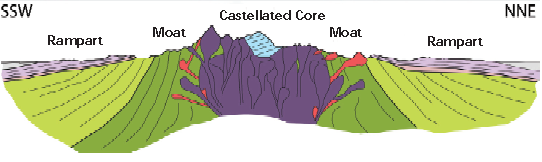
Sección transversal de mapa geológico con factor de aumento x3 vertical del Campo de Gas Marysville Buttes (Sutter Buttes).

Sutter Buttes (Maidu: Histum Yani o Esto Yamani, Wintun: Olonai-Tol) es un pequeño  complejo circular de domos de lava volcánica erosionados que se levantan como buttes por sobre la planicie del  valle de Sacramento en el condado de Sutter, California, Estados Unidos. Se encuentra muy próximo a Yuba City en el sector norte del valle Central de California.
Denominada la cordillera más pequeña del mundo, el punto más elevado de Sutter Buttes es la cumbre de South Butte que alcanza 647 m, la cual además es el punto más elevado del condado de Sutter.
En la base de la montaña se encuentra el pequeño poblado de Sutter. Tanto el pueblo como los buttes han sino nombrados en honor a John Sutter, quien recibió en esa zona una gran extensión de tierra de parte del gobierno mexicano.

## Geografía
La pequeña cadena montañosa forma un círculo de unos 16 km de diámetro.

### Geología
Los Sutter Buttes se encuentran dentro del Valle Central de California.
Se formaron hace 1.6 millones de años a comienzos del Pleistoceno mediante actividad volcánica.  Los mismos son los restos de un volcán extinto por unos 1.4 millones de años. Algunos geónlogos sugiere que el volcán sería el extremo sur de los Volcanes Cascade, pero existen diferencias significativas en edad y forma comparados con otros volcanes de dicha cadena. Otros son de la idea que su edad lo ubica con los elementos volcánicos de la cordillera costera de California; aunque su composición es más parecida a la de dichas montañas existen algunas diferencias significativas.
La exploración de las fugas de gas natural fue inicialmente llevada a cabo por Dexter Cook en 1864 en South Butte. La Sutter Buttes Oil Company realizó una perforación en 1927 de 885 m, y se realizaron otras perforaciones en el margen occidental.  Buttes Oilfields, Inc., realizó un pozo en 1932, pero no fue hasta junio de 1935 que se perforó el primero de cuatro pozos de gas en la zona.

### Suelos y vegetación
La parte central rugosa de las Buttes tiene una franja pedregosa de color marrón arenoso de profundidad variable y drenaje bueno a algo excesivo. El perímetro más liso tiene un suelo más variable, con áreas arcillosas o limosas entre las franjas arenosas. Estos suelos soportan pastizales o bosques de robles. Los Sutter Buttes alojan muchas especies de flora y fauna. Las flores silvestres están representadas por numerosos taxones; incluido en estas flores silvestres está el lirio mariposa amarillo, Calochortus luteus.

## Historia

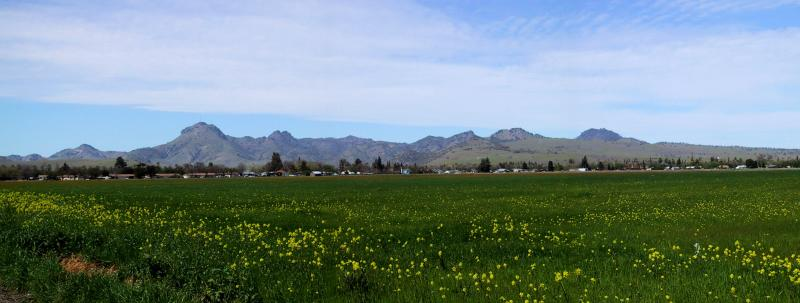
Paisaje de Sutter Buttes.

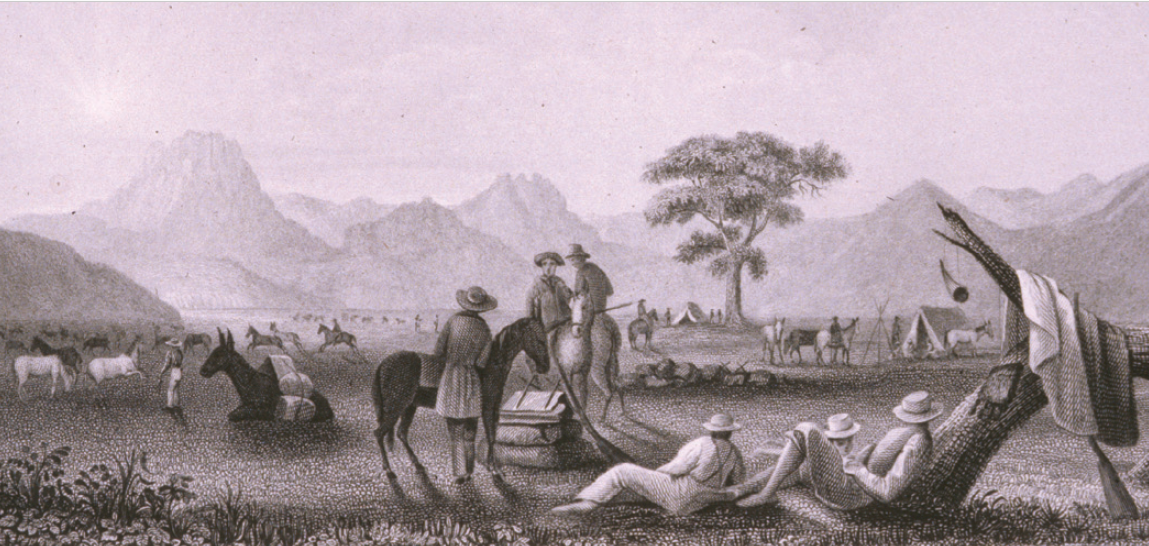
Paisaje de Sutter Buttes en 1841.

### Antes de los asentamientos europeos
Los Sutter Buttes ocupan un lugar destacado en las historias de creación y otras tradiciones de los pueblos indígenas Maidu y Wintun. El Nisenan Maidu vivía en el lado este de Buttes, mientras que el Patwin Wintun vivía en el lado oeste. El nombre Maidu para Suttes Buttes es Histum Yani (montañas del medio del valle) o Esto Yamani, mientras que el nombre Wintun para Sutter Buttes es Onolai-Tol. Todos estos nombres significan aproximadamente "Las montañas del medio".

### México y luego Estados Unidos
El español Gabriel Moraga fue el primer europeo en ver las Sutter Buttes en 1806. En 1817, el californiano Luis Antonio Argüello lo nombró "los tres picos"  (nombre que aparece en la concesión de tierras mexicana otorgada al Capitán John Sutter). En 1843, John C. Frémont los llamó "The Three Buttes". James Dwight Dana exploró las cimas el 16 de octubre de 1841, mientras formaba parte de la Expedición de Exploración de los Estados Unidos. En junio de 1846, John C. Frémont, que ya había realizado matanzas de indios en Redding el 5 de abril y en el Lago Upper Klamath el 12 de mayo, se detuvo en Sutter Buttes. Temiendo un ataque de los indios locales, Frémont dirigió un ataque preventivo que mató a muchos indios y llevó a los demás a huir del área. Sigue siendo conocida como la masacre de Sutter Buttes.
Durante la fiebre del oro, los Buttes adquirieron el nombre de Marysville Buttes. En 1920, el estado de California no pudo comprar Marysville Buttes, que finalmente se convirtió en Sutter Buttes en 1949.

## Silos de misiles Titan
Entre 1960 y 1962, la US Air Force construyó un complejo de lanzamiento de  misiles ICBM Titan 1 en el sector norte de Sutter Buttes. El mismo denominado "851-B" era parte del Escuadrón de Misiles Estratégicos 851 en la Beale Air Force Base cercana. Los otros sitios de lanzamiento denominados 851-A y 851-C se encontraban cerca de Lincoln, California y Chico, California.  Diseñados por el United States Army Corps of Engineers para sobrevivir a un ataque nuclear, los complejos Titan 1 fueron los más grandes y más reforzados de la primera generación de complejos ICBM. Los complejos estaban conformados de tres silos subterráneos de misiles interconectados mediante una red de túneles para proveerles de servicios y con bunkers de comando. El complejo estuvo operativo entre 1962 y 1965. En enero de 1965, los ICBM Titan 1 fueron sacados de servicio por el Departamento de Defensa. Todos los misiles fueron quitados del sitio en febrero de 1965.  Los complejos fueron sacados de servicio, desarmados y posteriormente la tierra fue vendida a privados.  A partir de comienzos de la década de 1980 el sitio ha sido asolado por numerosos vándalos e invasores.

## Galería

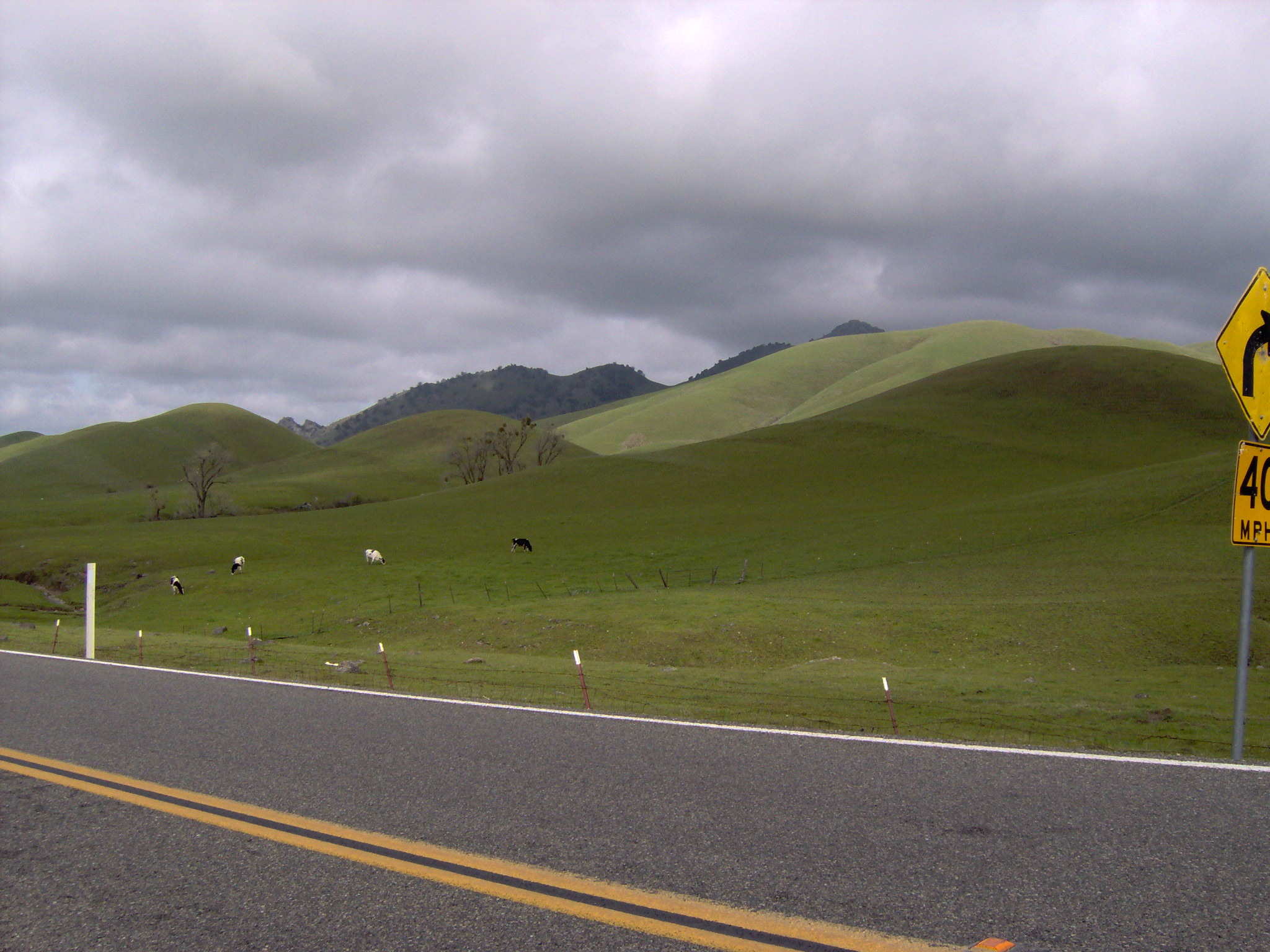
Sutter Buttes, 2006.
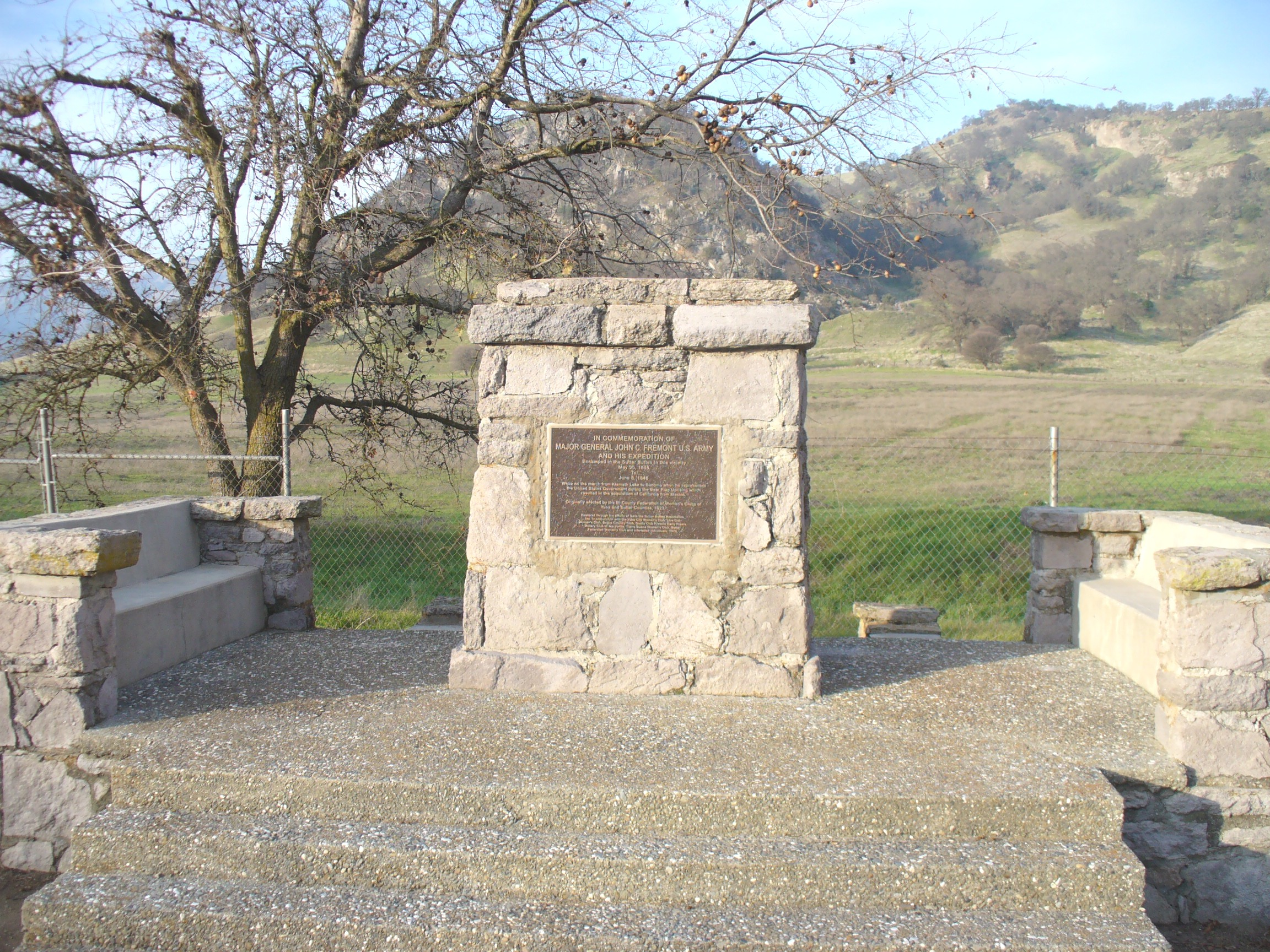
Un monumento en la base de las montañas indicando que John C. Fremont acampó en las cercanías.
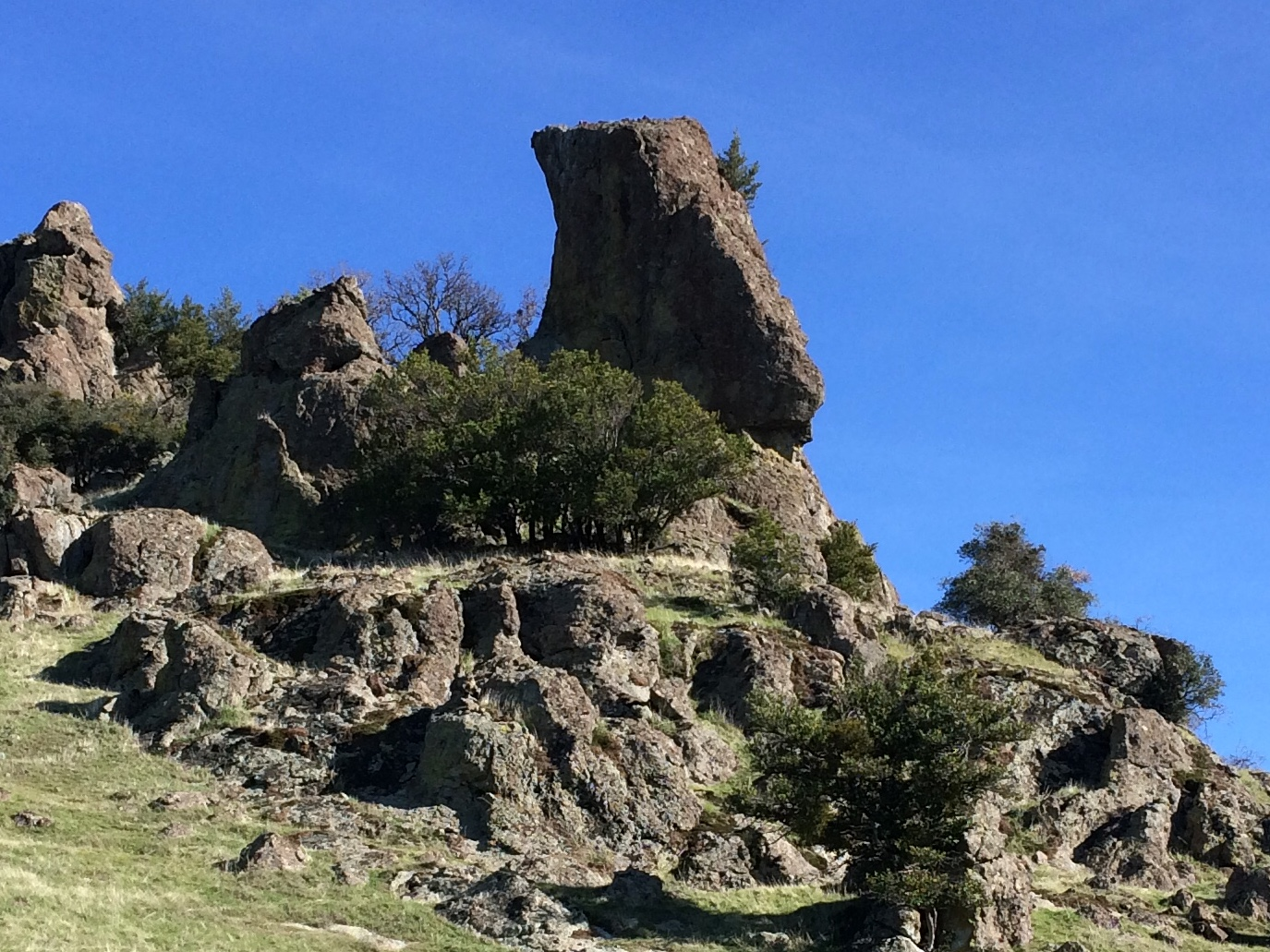
El Tiki.
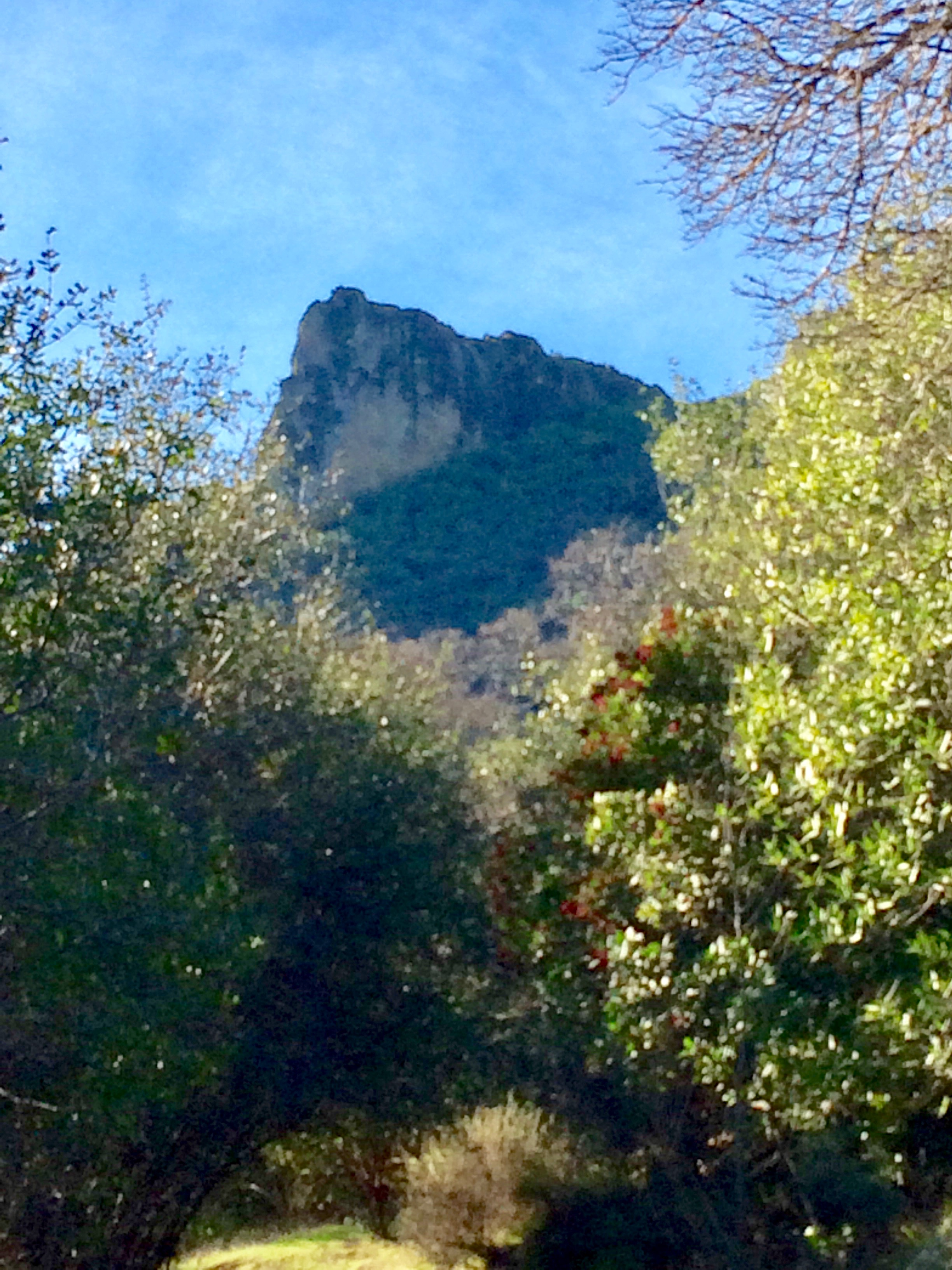
Roca de Gibraltar, Sutter Buttes, California.
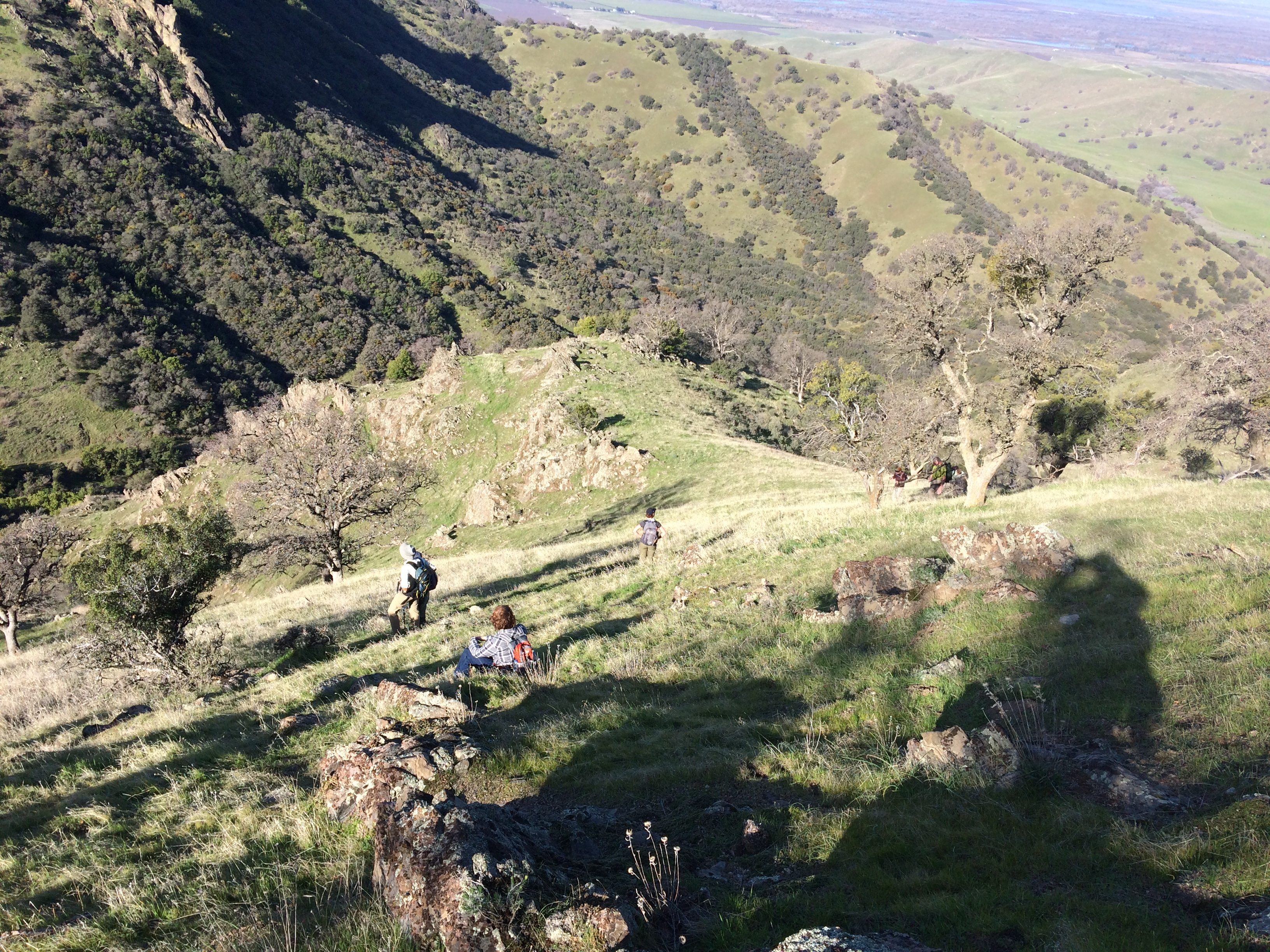
Caminantes de la senda de las cimas descansando mientras ascienden Sutter Buttes, California.